# Coppa d'Egitto 2024-2025
La Coppa d'Egitto 2024-2025 è stata la 93ª edizione della coppa nazionale egiziana di calcio, la più antica coppa nazionale dell'Africa. La competizione è iniziata il 23 novembre 2024 ed è terminata il 5 giugno 2025. La squadra campione in carica era il Pyramids. 
La competizione è stata vinta dallo Zamalek, alla sua ventinovesima coppa nazionale. 

## Calendario
Il programma del torneo è il seguente. Le squadre di Prima Lega prendono parte alla competizione a partire dal primo turno.
| Turno                     | Sorteggio        | Incontri                          |
| ------------------------- | ---------------- | --------------------------------- |
| Primo turno preliminare   | 10 novembre 2024 | 23-25 novembre 2024               |
| Secondo turno preliminare | 2 dicembre 2024  | 7-9 dicembre 2024                 |
| Terzo turno preliminare   | 12 dicembre 2024 | 15-16 dicembre 2024               |
| Quarto turno preliminare  | 18 dicembre 2024 | 26 dicembre 2024 - 2 gennaio 2025 |
| Primo turno               | 28 dicembre 2024 | 2 gennaio - 4 febbraio 2025       |
| Ottavi di finale          | 28 dicembre 2024 | 16 gennaio - 8 marzo 2025         |
| Quarti di finale          | 28 dicembre 2024 | 15 marzo 2025                     |
| Semifinali                | 28 dicembre 2024 | 28 marzo 2025                     |
| Finale                    | 28 dicembre 2024 | 5 giugno 2025                     |

## Partite

### Primo turno preliminare
Il sorteggio per il primo turno preliminare si è tenuto il 10 novembre 2024.
| Squadra 1             | Risultato       | Squadra 2             |
| --------------------- | --------------- | --------------------- |
| 23 novembre 2024      |                 |                       |
| Delphi                | 3 – 0           | Al Tarbia wel Taaleem |
| Olympic               | 3 – 1           | Samanoud              |
| Tala'ea El Ustool     | 0 – 0 (dtr)     | Madinat Nasr          |
| Team FC               | 2 – 1           | Helwan El Aam         |
| Said El Mahalla       | 2 – 2 (7-6 dtr) | Qaleen                |
| Malevat Kafr El Zavat | 1 – 0           | Belbeis               |
| Al Hammam             | 0 – 0 (8-7 dtr) | Heliopolis            |
| Damanhour             | 0 – 1           | Smart                 |
| Pioneers              | 1 – 2           | El Marg               |
| Dekemes               | 1 – 2           | Tayaran               |
| Telephonat Beni Suef  | 0 – 0 (5-4 dtr) | Beni Suef             |
| 24 novembre 2024      |                 |                       |
| Masr FC               | 1 – 1 (4-2 dtr) | Samanoud Youth        |
| Alo Egypt             | 0 – 0 (5-6 dtr) | Al-Nasr Lel Tasdir    |
| Ashab Aljead          | 3 – 0           | New Giza              |
| Mega Sport            | 1 – 3           | Ittihad Basyion       |
| Al Nasr               | 3 – 1           | Pyramids Gardens      |
| Gomhoriat Shebin      | 2 – 1           | Ras El Bar            |
| Al Uboor              | 3 – 1           | Shooting Club Dokki   |
| Banha                 | 0 – 1           | Shabab Qalyob         |
| 6 October             | 2 – 1           | Alexandria Petroleum  |
| El Plastic            | 0 – 0 (1-4 dtr) | Raa                   |
| Al Merreikh           | 1 – 0           | Minyat Samanoud       |
| Sinai Star            | 0 – 0 (3-5 dtr) | Badr                  |
| Sharkia               | 1 – 0           | Shabab Qasta          |
| Eastern Company       | 3 – 0           | Ahli Al-Mallaha       |
| 25 novembre 2024      |                 |                       |
| El-Shorta             | 0 – 0 (4-5 dtr) | El Sharkia Lel Dokhan |
| Nogoom                | 3 – 0           | Batta Youth           |
| El-Entag El-Harby     | 6 – 0           | Al Batal Al Olimbi    |
| El Shams              | 2 – 0           | Esco                  |
| Port Fouad            | 0 – 0 (4-5 dtr) | Porto Suez            |
| South Sinai           | 2 – 2 (5-4 dtr) | Sherbeen              |
| Levels                | 0 – 0 (2-4 dtr) | Maadi & Yacht         |
| Egypt Stars           | 0 – 0 (dtr)     | Seela                 |
| Misr Lel Makasa       | 0 – 0 (1-3 dtr) | Golden Gate           |
| Masar                 | 3 – 1           | Aamlin Gharb          |
| Al Wasta              | 3 – 0           | Shabab Snouris        |
| Fayoum                | 0 – 3           | Ahly Al-Gharq         |

### Secondo turno preliminare
| Squadra 1           | Risultato       | Squadra 2             |
| ------------------- | --------------- | --------------------- |
| 7 dicembre 2024     |                 |                       |
| Al Hammam           | 1 – 0           | Smart                 |
| Delphi              | 1 – 0           | Shahab Qalyob         |
| Seid El Mahalla     | 1 – 0           | Porto Suez            |
| 8 dicembre 2024     |                 |                       |
| Ashab Aljead        | 1 – 1 (dtr)     | El Marg               |
| El-Entag El-Harby   | 3 – 1           | El Sharkia Lel Dokhan |
| Al Merreikh         | 2 – 0           | Al NJasr Lel Tasdir   |
| Nogoom              | 3 – 3 (dtr)     | Ittihad Basyion       |
| Sharkia             | 0 – 0 (dtr)     | Maadi & Yacht         |
| Masr Lel Taamin     | 2 – 1           | Badr                  |
| Eastern Company     | 1 – 1 (dtr)     | Madinat Nasr          |
| Al Nasr             | 3 – 3 (dtr)     | Olympic               |
| El Shams            | 4 – 0           | South Sinai           |
| 9 dicembre 2024     |                 |                       |
| 6 October           | 1 – 1 (dtr)     | Raa                   |
| Al Wasta            | 2 – 2 (2-1 dtr) | Seela                 |
| Asmant Al Suwais    | 0 – 0 (4-3 dtr) | Ahly Al-Gharq         |
| KIMA Aswan          | 2 – 2 (dtr)     | Golden Gate           |
| Al Nasr Lel Taa'den | 0 – 0 (dtr)     | Al-Aluminium          |

### Terzo turno preliminare
| Squadra 1             | Risultato       | Squadra 2            |
| --------------------- | --------------- | -------------------- |
| 15 dicembre 2024      |                 |                      |
| Maleyat Kafr El Zayat | 1 – 1 (3-5 dtr) | El Marg              |
| Gomhoriat Shebin      | 0 – 0 (4-5 dtr) | Raa                  |
| El Shams              | 2 – 0           | Seid El Mahalla      |
| Masr Lel Taamin       | 1 – 1 (4-5 dtr) | Al Hammam            |
| Al Merreikh           | 0 – 3           | Olympic              |
| Sharkia               | 0 – 2           | Delphi               |
| Nogoom                | 2 – 4           | Al Uboor             |
| 16 dicembre 2024      |                 |                      |
| El-Entag El-Harby     | 1 – 0           | Madinat Nasr         |
| El Minya FC           | 2 – 3           | Golden Gate          |
| Al Wasta              | 2 – 0           | Asmant Al Suwais     |
| Al Nasr Lel Taa'den   | 3 – 0           | Telephonat Beni Suef |
| Masar                 | 0 – 0 (3-4 dtr) | Team FC              |

### Quarto turno preliminare
| Squadra 1           | Risultato       | Squadra 2            |
| ------------------- | --------------- | -------------------- |
| 26 dicembre 2024    |                 |                      |
| Tersana             | 3 – 1           | Al Uboor             |
| Al-Mokawloon        | 1 – 1 (dtr)     | El-Entag El-Harby    |
| Wadi Degla          | 1 – 0           | Al-Sekka Al-Hadid    |
| Proxy               | 0 – 0 (dtr)     | Olympic              |
| El Qanah            | 3 – 1           | El Marg              |
| El Dakhleya         | 2 – 3           | Team FC              |
| Montakhab Suez      | 0 – 0 (dtr)     | Raa                  |
| El Mansoura         | 2 – 1           | Delphi               |
| Tanta               | 3 – 2           | Raya                 |
| Petrol Asyut        | 1 – 0           | Golden Gate          |
| Dairoot             | 2 – 1           | Al Wasta             |
| La Viena            | 1 – 0           | Al Nasr Lel Taa'den  |
| 2 gennaio 2025      |                 |                      |
| Etisalat            | 1 – 1 (2-3 dtr) | El Shams             |
| Alexandria Sporting | 1 – 1 (5-4 dtr) | Al Hammam            |
| Abou Qair Semad     | 3 – 0           | Baladeyet El-Mahalla |

### Primo turno
Il sorteggio per il primo turno si è tenuto il 28 dicembre 2024.
| Squadra 1              | Risultato       | Squadra 2           |
| ---------------------- | --------------- | ------------------- |
| 2 gennaio 2025         |                 |                     |
| Petrojet               | 0 – 0 (3-4 dtr) | Al-Mokawloon        |
| ZED                    | 3 – 1           | Dairoot             |
| 3 gennaio 2025         |                 |                     |
| Pharco                 | 3 – 1           | Tersana             |
| El-Gouna               | 2 – 0           | El Qanah            |
| ENPPI                  | 1 – 0           | Haras El-Hodood     |
| El Gaish               | 2 – 2 (3-4 dtr) | El-Olympi           |
| 4 gennaio 2025         |                 |                     |
| Ismaily                | 1 – 0           | Tanta               |
| National Bank of Egypt | 1 – 0           | Asyut               |
| Smouha                 | 1 – 0           | Suez                |
| Ceramica Cleopatra     | 3 – 0           | La Viena            |
| 5 gennaio 2025         |                 |                     |
| Ghazl El-Mehalla       | 1 – 0           | Sporting Alexandria |
| Modern                 | 5 – 2 (dts)     | El Shams            |
| Al-Ittihad Alessandria | 0 – 2           | Team FC             |
| 9 gennaio 2025         |                 |                     |
| Zamalek                | 2 – 0           | Abu Qair Semad      |
| 4 febbraio 2025        |                 |                     |
| Al-Masry               | 1 – 0           | Wadi Degla          |
| Pyramids               | 3 – 0           | El Mansoura         |

### Ottavi di finale
| Squadra 1              | Risultato   | Squadra 2    |
| ---------------------- | ----------- | ------------ |
| 16 gennaio 2025        |             |              |
| ENPPI                  | 1 – 0       | Ismaily      |
| 17 gennaio 2025        |             |              |
| Ceramica Cleopatra     | 2 – 0       | El Gaish     |
| Smouha                 | 1 – 0       | ZED          |
| 2 marzo 2025           |             |              |
| El-Gouna               | 3 – 1       | Team FC      |
| 7 marzo 2025           |             |              |
| Zamalek                | 2 – 1 (dts) | Modern       |
| National Bank of Egypt | 3 – 1       | Al-Masry     |
| 8 marzo 2025           |             |              |
| Pyramids               | 2 – 0       | Al-Mokawloon |
| Ghazl El-Mehalla       | 1 – 0 (dts) | Pharco       |

### Quarti di finale
| Squadra 1          | Risultato   | Squadra 2              |
| ------------------ | ----------- | ---------------------- |
| 15 marzo 2025      |             |                        |
| Pyramids           | 2 – 1       | ENPPI                  |
| Ghazl El-Mehalla   | 0 – 1 (dts) | National Bank of Egypt |
| Zamalek            | 4 – 2       | Smouha                 |
| Ceramica Cleopatra | 3 – 1       | El-Gouna               |

### Semifinali
| Squadra 1     | Risultato | Squadra 2              |
| ------------- | --------- | ---------------------- |
| 28 marzo 2025 |           |                        |
| Pyramids      | 4 – 0     | National Bank of Egypt |
| Zamalek       | 2 – 1     | Ceramica Cleopatra     |

### Finale
| Arbitro: | Mahmoud Bassiouni |

|                  |                      |          |
| Nasser Mansi 78’ | Marcatori            | 29’ Atef |
|                  | Tiri di rigore 8 – 7 |          |